# Richard Igbineghu
Richard Izbineghu est un boxeur nigérian né le 21 avril 1968 à Ibadan.

## Carrière
Richard Igbineghu est médaillé d'or dans la catégorie des poids super-lourds aux Jeux africains du Caire en 1991, s'imposant en finale contre le Ghanéen Liadi Al-Hassan. Il participe aux Jeux olympiques de Barcelone en 1992 dans la catégorie des poids super-lourds et remporte la médaille d'argent. 

### Parcours auxJeux olympiques
Jeux olympiques d'été de 1992 à Barcelone (poids super-lourds) :
- Bat Svilen Rusinov (Bulgarie)
- Perd contre Roberto Balado (Cuba)